# علي بن الحسين المجلد
علي بن الحسين بن علي بن نصر بن البل أبو الحسن الدوري، المجلد. ولد في 15 شعبان سنة 539 هـ، في ضريفين في الدجيل، سكن بغداد، وكان محدثاً من رواة الحديث عند أهل السنة والجماعة، وسمع الحديث النبوي ببغداد من أحمد بن أبي غالب ابن الطلاية، والحافظ أبي الفضل محمد ابن ناصر السلامي، وجماعة.
روى عنهُ الدبيثي، وقال: مات في جمادى الأولى سنة تسع وست مائة ودفن من الغد بالوردية.

## وفاته
توفى في شهر جمادى الأولى سنة 609 هـ/1212م، ودفن في المقبرة الوردية ببغداد.